# Piero Sacerdoti
Piero Sacerdoti (geboren am 6. Dezember 1905 in Mailand; gestorben am 30. Dezember 1966 in St. Moritz) war ein italienischer Jurist, langjähriger Geschäftsführer der Riunione Adriatica di Sicurtà und Hochschullehrer für Arbeitsrecht an Università degli Studi di Milano.

## Leben

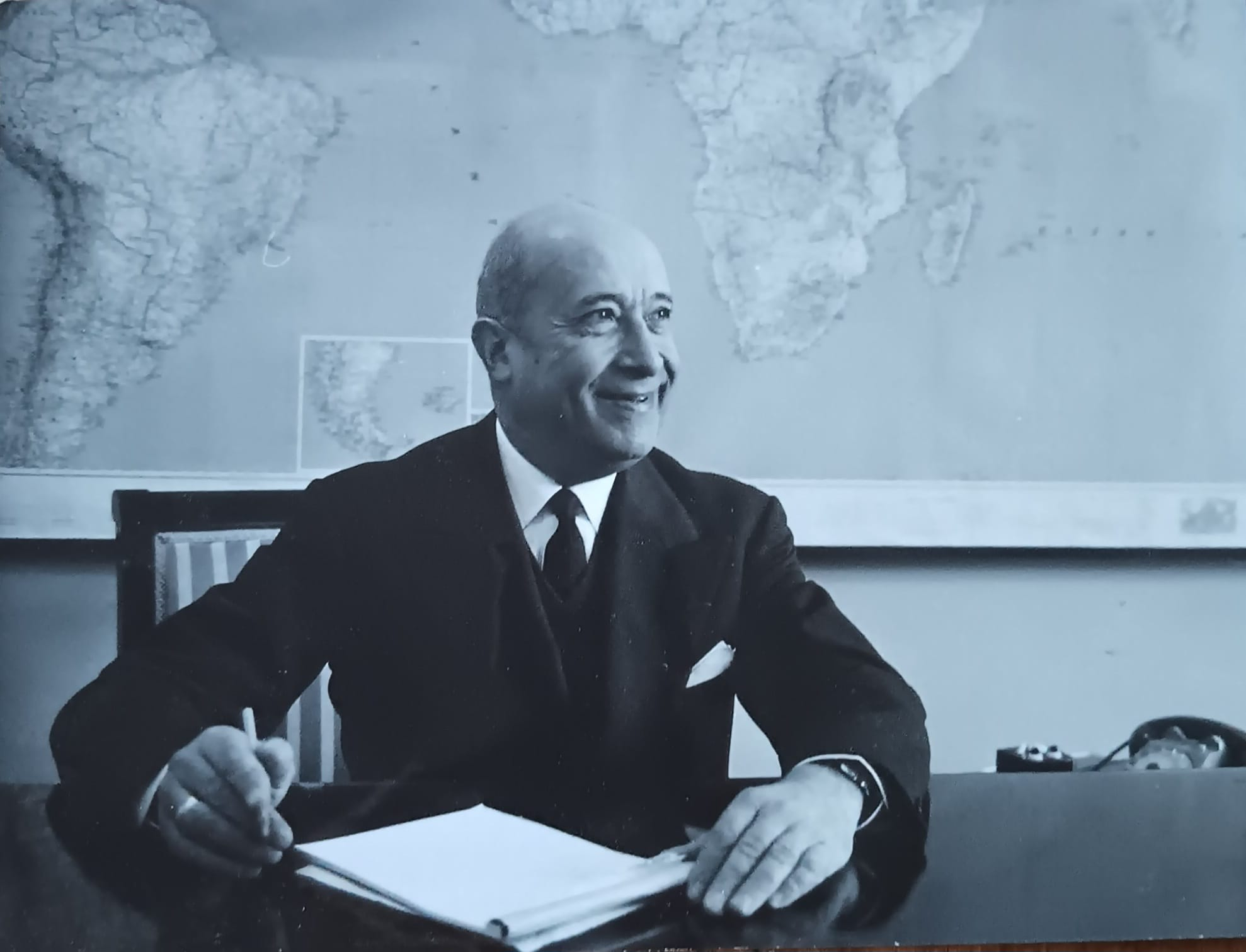
Piero Sacerdoti in seinem Büro bei der RAS im Jahr 1966

Piero Sacerdoti wurde 1905 als Sohn des Ingenieurs Nino Sacerdoti und Margherita Donati, die aus einer einflussreichen, weit verzweigten jüdischen Kaufmannsfamilie in Modena stammt, in Mailand geboren.
Nach seinem Schulabschluss am Liceo Parini in Mailand begann er ein Studium der Rechtswissenschaften an der Mailänder Universität. 1927 promovierte er im Verwaltungsrecht mit dem Thema Der Gewerkschaftsverband im italienischen Recht. Im September 1927 absolvierte er ein dreimonatiges Praktikum bei der Commerzbank in Berlin. Hier begann seine langjährige Korrespondententätigkeit für die italienischen Wirtschaftszeitung Il Sole. Er führte Interviews mit deutschen Industriellen und Politikern, u. a. mit dem ehemaligen deutschen Wirtschaftsminister August Müller. 1928 erwarb er an der Universität von Pavia einen zweiten Hochschulabschluss in Politikwissenschaften. Nach der Rückkehr aus Berlin wurde ihm eine Stelle im Londoner Büro der Versicherungsgesellschaft Riunione Adriatica di Sicurtà (RAS), einer der größten, 1838 in Triest gegründeten italienischen Versicherungsgesellschaft angeboten. 1929 erhielt er seine Zulassung als Rechtsanwalt. Neben seiner beruflichen Tätigkeit arbeitete er als Privatdozent für Arbeitsrecht und publizierte regelmäßig juristische und arbeitsrechtliche Artikel und Aufsätze.
1933 unternahm Piero Sacerdoti eine Studienreise zur Weltausstellung A Century of Progress nach Chicago. Aus Chicago sandte Sacerdoti Artikel, in den er sich mit den Wirtschaftsreformen von Franklin D. Roosevelt beschäftigte. Im selben Jahr wurde er zur Assicuratrice Italiana, der Unfall- und Haftpflicht-Tochtergesellschaft der RAS versetzt. Zu seinen Aufgaben zählten die Gründung und Betreuung der Niederlassungen in Belgien, Frankreich, Schweiz und Spanien. 1936 wurde er zum Direktor der Unfall- und Lebensversicherung (Protectrice) der RAS in Paris berufen.
Nach der Besetzung der französischen Hauptstadt im Zweiten Weltkrieg durch die Wehrmacht, verlegte man 1940 den Sitz der Protectrice unter der Leitung von Sacerdoti nach Marseille. Durch die Teilung Frankreichs konnte Sacerdoti zunächst nur in der Unbesetzten Zone in Südfrankreich und Nordafrika tätig werden, erst im Herbst 1940 erhielt er eine Sondergenehmigung, mit der er auch kurze Dienstreisen in die Besetzte Zone Frankreichs unternehmen konnte.
Als italienischer Staatsbürger war Piero Sacerdoti vor den Repressalien der antijüdischen Maßnahmen und dem Zugriff der Vichy-Behörden geschützt. Nach der Besetzung von Südfrankreich durch die Wehrmacht im November 1942 flüchtete Sacerdoti mit seiner deutschen Ehefrau Ilse Klein nach Nizza, welches sich bis September 1943 in der italienisch besetzten Zone in Südfrankreich befand. Gemeinsam mit dem Cousin seiner Mutter, dem Bankier Angelo Donati, half er bei der Organisation der Flucht jüdischer Emigranten in die Schweiz und nach Italien. Gemeinsam mit seiner Ehefrau und Angelo Donati half er im August 1942, die Kinder Marianne und Rolf Spier zu verstecken, deren Eltern Karl Ludwig und Hilde Spier – Verwandte von Sacerdotis Ehefrau – nach Auschwitz deportiert wurden.
Im Sommer 1943 erhielt Sacerdoti mit seiner Ehefrau die Erlaubnis, seine Familie in Italien zu besuchen. Am 3. September 1943 trat Italien nach dem Waffenstillstand von Cassibile aus dem Krieg aus und die Deutschen besetzten die italienische Zone in Frankreich und Italien, so dass die Familie Sacerdoti eine Verhaftung und Deportation befürchten musste. Mit Hilfe von Freunden gelang ihnen am 20. November 1943 die Flucht in die Schweiz. In Genf setzte Piero Sacerdoti seine Tätigkeit für die Protectrice fort und gab unter anderem zusammen mit Luigi Einaudi, Amintore Fanfani und Donato Donati Lehrveranstaltungen in Verwaltungsrecht an der Universität Genf für geflüchtete italienische Studenten.
Nach Ende des Zweiten Weltkrieges kehrte er nach Paris zurück und begann mit dem erfolgreichen Wiederaufbau der Protectrice in Frankreich. In Nord-Afrika gründete er die Gesellschaften L'Empire und Vigilance in Casablanca. 1947 wurde er als Geschäftsführer und 1949 als Generaldirektor der Riunione Adriatica di Sicurtà (RAS) ernannt.
Piero Sacerdoti führte im Unternehmen zahlreiche neue Versicherungselemente ein: Von globalen Policen, über Gruppenlebensversicherungen für Beschäftigte eines Unternehmens bis hin zu Hagelschlagversicherungen für Zitronenhaine. Er gehörte 1953 zu den Initiatoren des Europäischen Versicherungsausschusses (European Insurance Committee – CEA).
1954 wurde er an den Lehrstuhl für Arbeitsrecht der Universität Mailand berufen, den er 1964 aufgrund seiner zahlreichen beruflichen Verpflichtungen aufgeben musste. Er untersuchte seit 1957 im Rahmen seiner Tätigkeit das Risiko, das Dritte bei der friedlichen Nutzung der Kernenergie eingehen, und rief 1959 die erste italienische Versicherung gegen Atomschäden ins Leben, die unter anderem den an der Universität von Cagliari installierten experimentellen Kernreaktor versicherte. Er engagierte sich für die Einführung der Informationstechnik und der elektronischen Datenverarbeitung im Bereich der Versicherungswirtschaft.
Er beteiligte sich 1960 an verschiedenen Aktivitäten der Europäische Organisation für Sicherheit und wirtschaftliche Zusammenarbeit (später OECD) im Bereich der Internationalisierung der Versicherungswirtschaft, mit dem Ziel rechtliche Unterschiede zwischen den verschiedenen europäischen Ländern auszugleichen. 1963 übernahm Sacerdoti das Auslandsgeschäft der RAS-Gruppe und eröffnete weltweit zahlreiche neue Zweigbüros.
Im Rahmen seiner Tätigkeit publizierte Piero Sacerdoti zahlreiche Werke zu versicherungsrechtlichen Fragen und veröffentlichte eine umfangreiche Studie zum Thema Ein Jahrhundert des Versicherungsgeschäfts in der italienischen Wirtschaft (1865–1965).
Piero Sacerdoti starb im Alter von 61 Jahren am 30. Dezember 1966 an einem Herzinfarkt in St. Moritz. Er wurde unter großer Anteilnahme von zahlreichen Vertretern der in- und ausländischen Versicherungswirtschaft sowie italienischen Politikern auf dem Mailänder Hauptfriedhof beigesetzt. Nach seinem Tod wurden 1984 Geschäftsanteile der RAS von der Allianz-Versicherung erworben. Nach der Fusion der RAS mit der Allianz im Jahr 2006 endete die Existenz einer der größten italienischen Versicherungsgesellschaft nach mehr als 150 Jahren.
Seine Veröffentlichungen und Dokumente zu seiner beruflichen Tätigkeit wurden von der Familie der Fondazione Mansutti in Mailand übergeben, die sie katalogisiert hat und Forschern zur Verfügung stellt.
Die Kinder von Piero Sacerdoti haben im Jahr 2021 die Stadt Mailand darum gebeten, den Platz an der Kreuzung der Via Santa Sofia und des Corso Italia nach ihrem Vater zu benennen. Dieser Platz befindet sich gegenüber dem ehemaligen großen Hauptsitz der RAS. Der Stadtrat genehmigte am 27. Dezember 2025 die Benennung des Platzes in „Largo Piero Sacerdoti“ nach Abschluss der Arbeiten an der U-Bahn-Station S. Sofia der Linie 4. Die Einweihungszeremonie ist am 11. Juni 2025 passiert. Der Eingang des Gebäudes, das auf den Platz blickt—heute im Besitz der Versicherungsgesellschaft Allianz, die die RAS-Gruppe in den 1980er Jahren übernommen hat, und an die Beratungsfirma Deloitte als neuer Hauptsitz vermietet ist—wird die Adresse Largo Piero Sacerdoti 1 tragen.

## Familie
Piero Sacerdoti war der einzige Sohn von Nino Sacerdoti und Margherita Donati. Das Ehepaar hatte noch zwei Töchter: Luisa (1903–1979) und Gabriella (1910–1994). 1938 lernte Piero Sacerdoti die aus Köln stammende Ilse Klein (1913–2001) in Paris kennen. Ilse Klein war die älteste Tochter des jüdischen Rechtsanwaltes Siegmund Klein, der als Anwalt am Kölner Oberlandesgericht tätig war. Nachdem Ilse Klein nach der Machtergreifung der Nationalsozialisten der Zugang zum Studium verwehrt wurde, ging sie im Oktober 1933 nach Paris, wo sie ab 1935 als Fremdsprachensekretärin für Metro-Goldwyn-Mayer arbeitete. Kurz vor dem Einmarsch der Wehrmacht in Paris wurde Ilse Klein 1940 von französischen Behörden wie die meisten deutschen Emigranten verhaftet und zuerst im Vélodrome d’Hiver und später im Lager Gurs in den Pyrenäen interniert. Nach der Teilung Frankreichs in eine Besetzte und Unbesetzte Zone am 22. Juni 1940 wurde sie aus Gurs entlassen und ließ sich gemeinsam mit Piero Sacerdoti zunächst in Marseille nieder. Am 14. August 1940 heirateten sie und Ilse Sacerdoti erhielt mit der Heirat die italienische Staatsbürgerschaft.

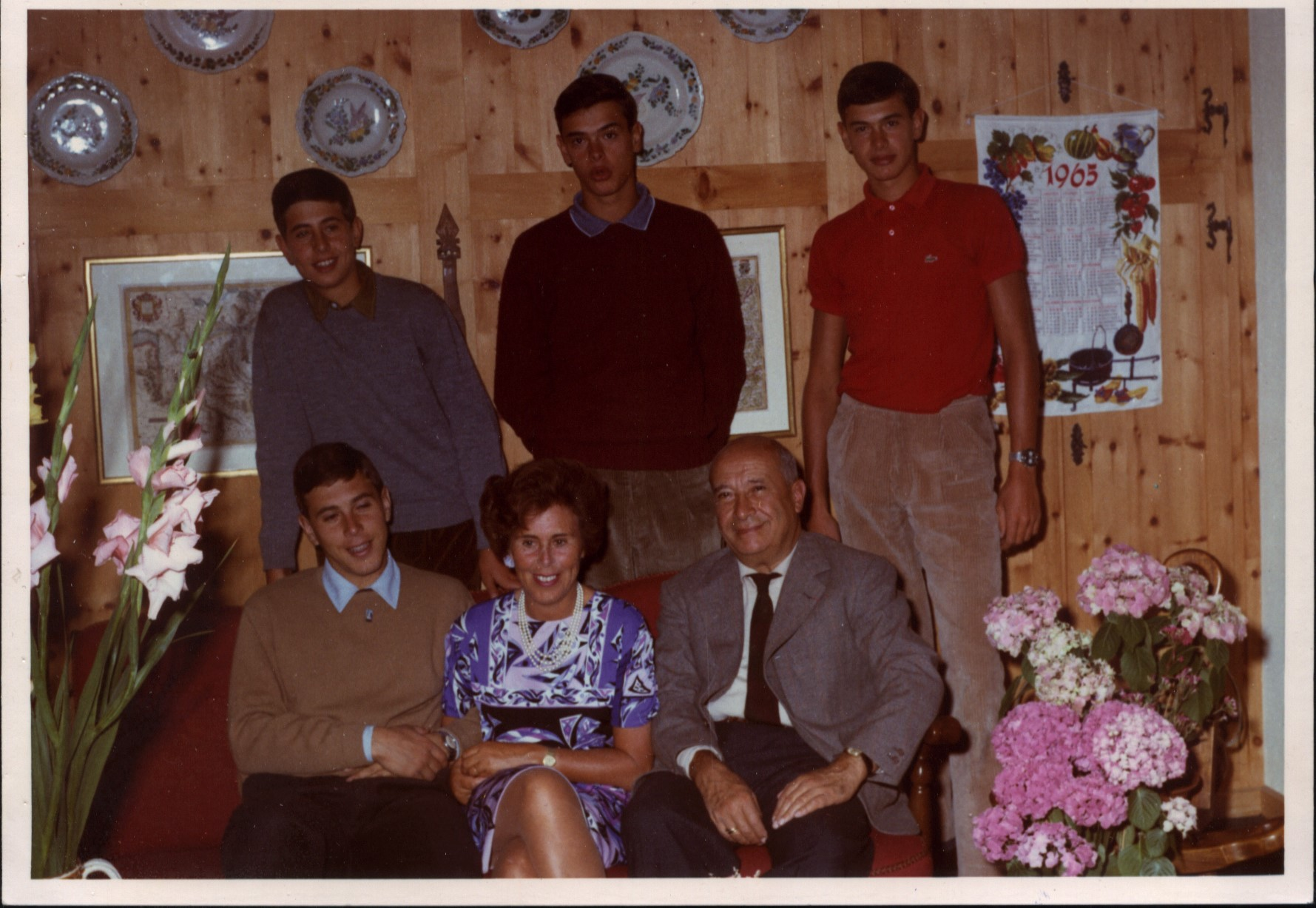
Piero Sacerdoti mit seiner Ehefrau und seinen Kindern am 14. August 1965 anlässlich des fünfundzwanzigsten Jahrestages seiner Hochzeit

Ilses Bruder Walter und ihre Eltern emigrierten im August 1938 bzw. im Februar 1939 in die Niederlande. Nach der Besetzung der Niederlande waren die jüdischen Emigranten in Amsterdam auch hier zunehmend Repressalien ausgesetzt. Walter Klein wurde im April 1942 beim Versuch illegal nach Marseille zu seiner Schwester Ilse zu gelangen, in Dole verhaftet und in Fort d'Hauteville inhaftiert. Am 13. August 1942 wurde er über das Camp de Pithiviers in das Durchgangslager Drancy überstellt. Von Drancy wurde Walter Klein am 26. August 1942 mit dem 24. Transport ins Vernichtungslager Auschwitz deportiert. Auch die Eltern von Ilse Klein überlebten den Holocaust nicht: die Mutter Helene starb am 15. Januar 1943 in Amersfoort. Das Versteck von Siegmund Klein wurde am 16. Oktober 1943 verraten. Er wurde in der Hollandsche Shouwburg inhaftiert und acht Tage später ins Durchgangslager Westerbork verschleppt, von wo er am 16. November 1943 nach Auschwitz deportiert wurde.
Nachdem Italien im September 1943 von der Wehrmacht besetzt wurde und auch hier die jüdische Bevölkerung verhaftet und deportiert wurde, versteckten sich Ilse und Piero Sacerdoti oberhalb von Stresa und Viggiu. Am 20. November 1943 gelang ihnen die Flucht in die Schweiz. Das Ehepaar hat vier Söhne (Giorgio geb. 1943 in Nizza, Emilio und Andrea geb. 1946 in Paris, Michele geb. 1950 in Mailand); ein Mädchen Beatrice verstarb 1945 in Genf kurz nach der Geburt.

## Ehrungen und Gedenken (Auswahl)
Seine gesellschaftliche Arbeit wurde in Italien und Frankreich mit zahlreichen hohen staatlichen Auszeichnungen gewürdigt, u. a.:
- Verdienstorden der Italienischen Republik, Offizier, 1953
- Chevalier de la Légion d’Honneur, 1954
- Medaglia d'oro del Comune di Milano alla memoria, 1968

## Werke (Auswahl)
- L’associazione sindacale nel diritto italiano, Rom, 1928
- Le associazioni sindacali nel diritto pubblico germanico, Padova,  1931
- Le Corporatisme et le regime de la production et du travail en Italie, Paris, 1938
- Il cittadino e lo stato, corso di diritto amministrativo tenuto a Ginevra nel 1944
- Le assicurazioni private nella regione Lombardia, Cariplo, 1954
- La responsabilità civile per danni a terzi nell'utilizzazione pacifica dell'energia nucleare, Piacenza, 1958
- L'atomo e il diritto, 1958
- Il nostro programma per gli anni '60, Convegno degli Agenti Ras, Mailand, 1962
- La Compagnia dei 5 Continenti, 1963
- Previdenza sociale e promozione del risparmio nell'economia moderna, Mailand, 1964
- Insurance in the Common Market, International Centre for Research and Documentation on the European Communities, Mailand, 1966